# Campeonato Mundial de Atletismo Júnior de 2010 - 100 m masculino
Predefinição:Campeonato Mundial de Atletismo Júnior de 2010
A prova dos 100 metros rasos masculino do Campeonato Mundial de Atletismo Júnior de 2010 ocorreu entre os dias 20 e 21 de julho, em Moncton, no Canadá. 

## Recordes
Antes desta competição, os recordes mundiais e do campeonato nesta prova eram os seguintes:
|     | Nome                    | Nacionalidade                      | Tempo | Local        | Data                                     |
| --- | ----------------------- | ---------------------------------- | ----- | ------------ | ---------------------------------------- |
| WJR | Darrel Brown Jeff Demps | Trinidad e Tobago · Estados Unidos | 10.01 | Paris Eugene | 24 de agosto de 2003 28 de junho de 2008 |
| CR  | Darrel Brown            | Trinidad e Tobago                  | 10.09 | Kingston     | 17 de julho de 2002                      |

## Medalhistas
| Ouro             | Prata                | Bronze             |
| Dexter Lee (JAM) | Charles Silmon (USA) | Jimmy Vicaut (FRA) |

## Cronograma
Todos os horários são locais (UTC-4).
| Data        | Hora  | Evento        |
| ----------- | ----- | ------------- |
| 20 de julho | 12:25 | Eliminatórias |
| 21 de julho | 19:00 | Semifinal     |
| 21 de julho | 21:45 | Final         |

## Resultados

### Eliminatórias
As eliminatórias se iniciaram no dia 20 de julho ás 12:25. 
Bateria 1
Vento: +2.2m/s
| Posição | Atleta              | Nacionalidade | Tempo | Notas |
| ------- | ------------------- | ------------- | ----- | ----- |
| 1       | Julien Watrin       | Bélgica       | 10.31 | Q     |
| 2       | Aaron Brown         | Canadá        | 10.37 | Q     |
| 3       | Grzegorz Zimniewicz | Polónia       | 10.37 | q     |
| 4       | Takumi Kuki         | Japão         | 10.46 | q     |
| 5       | Patrick Fakiye      | Austrália     | 10.50 | q     |
| 6       | Chavez Ageday       | Guiana        | 10.87 |       |
| 7       | Ao Chan Hong        | Macau         | 11.27 |       |
| 8       | Rodman Teltul       | Palau         | 11.47 |       |

Bateria 2
Vento: +1.3m/s
| Posição | Atleta              | Nacionalidade     | Tempo | Notas |
| ------- | ------------------- | ----------------- | ----- | ----- |
| 1       | Dexter Lee          | Jamaica           | 10.38 | Q     |
| 2       | Shermund Allsop     | Trinidad e Tobago | 10.64 | Q     |
| 3       | Delano Williams     | Turcas e Caicos   | 10.75 |       |
| 4       | Patrick Kuhn        | Alemanha          | 10.77 |       |
| 5       | Lawrence Ho Man Lok | Hong Kong         | 10.78 |       |
| 6       | Taron Kachatryan    | Armênia           | 11.09 |       |
| 7       | Anousone Sayasenh   | Laos              | 11.86 |       |

Bateria 3
Vento: +0.8m/s
| Posição | Atleta            | Nacionalidade | Tempo | Notas |
| ------- | ----------------- | ------------- | ----- | ----- |
| 1       | Henry Tobais      | Reino Unido   | 10.49 | Q     |
| 2       | Delmas Obou       | Itália        | 10.65 | Q     |
| 3       | Geno Jones        | Bahamas       | 10.66 |       |
| 4       | Jirapong Meenapra | Tailândia     | 10.70 |       |
| 5       | Alberto Gavaldá   | Espanha       | 10.75 |       |
| 6       | Mathew Sukulu     | Ilhas Salomão | 11.50 |       |
| 7       | Fodé Braima       | Guiné-Bissau  | 11.81 |       |

Bateria 4
Vento: +0.4m/s
| Posição | Atleta           | Nacionalidade                   | Tempo | Notas |
| ------- | ---------------- | ------------------------------- | ----- | ----- |
| 1       | Warren Fraser    | Bahamas                         | 10.46 | Q     |
| 2       | Kim Kuk-Young    | Coreia do Sul                   | 10.48 | Q     |
| 3       | Ayobani Oyebiyi  | Nigéria                         | 10.54 | q     |
| 4       | Ryo Onabuta      | Japão                           | 10.61 | q     |
| 5       | Vincent Michalet | França                          | 10.96 |       |
| 6       | Kicio Welsh      | Anguila                         | 11.67 |       |
| 7       | Correy Abraham   | Estados Federados da Micronésia | 11.95 |       |

Bateria 5
Vento:  +1.0m/s
| Posição | Atleta         | Nacionalidade  | Tempo | Notas |
| ------- | -------------- | -------------- | ----- | ----- |
| 1       | Charles Silmon | Estados Unidos | 10.33 | Q     |
| 2       | Dario Horvat   | Croácia        | 10.51 | Q     |
| 3       | Bernard Brady  | Jamaica        | 10.52 | q     |
| 4       | Hassan Taftian | Irão           | 10.60 | q     |
| 5       | Florian Hübner | Alemanha       | 10.70 |       |
| 6       | Andrew Cavilla | Gibraltar      | 12.03 |       |
| 7       | Jamodre Lalita | Ilhas Marshall | 12.46 |       |

Bateria 6
Vento:  +0.2m/s
| Posição | Atleta            | Nacionalidade  | Tempo | Notas |
| ------- | ----------------- | -------------- | ----- | ----- |
| 1       | Michael Granger   | Estados Unidos | 10.47 | Q     |
| 2       | Waide Jooste      | África do Sul  | 10.60 | Q     |
| 3       | Dániel Karlik     | Hungria        | 10.66 |       |
| 4       | Franklin Buruni   | Indonésia      | 10.66 |       |
| 5       | Martin Ricar      | Chéquia        | 10.89 |       |
| 6       | Tsepo Qhotsokoane | Lesoto         | 10.93 |       |
| 7       | Dédé Manganda     | Gabão          | 11.89 |       |

Bateria 7
Vento:  +1.3m/s
| Posição | Atleta               | Nacionalidade     | Tempo | Notas |
| ------- | -------------------- | ----------------- | ----- | ----- |
| 1       | Gideon Trotter       | África do Sul     | 10.52 | Q     |
| 2       | Sabian Cox           | Trinidad e Tobago | 10.67 | Q     |
| 3       | Artur Szczesniak     | Polónia           | 10.70 |       |
| 4       | Emmanuel Mtimbe-Titi | Camarões          | 10.73 |       |
| 5       | Yigitcan Hekimoglu   | Turquia           | 10.82 |       |
| 6       | Lester Ryan          | Monserrate        | 10.84 |       |
| 7       | Weerawat Pharueang   | Tailândia         | 10.87 |       |

Bateria 8
Vento: +1.3m/s
| Posição | Atleta                | Nacionalidade         | Tempo | Notas |
| ------- | --------------------- | --------------------- | ----- | ----- |
| 1       | Jimmy Vicaut          | França                | 10.53 | Q     |
| 2       | Jason Rogers          | São Cristóvão e Neves | 10.54 | Q     |
| 3       | Caio Cézar dos Santos | Brasil                | 10.62 | q     |
| 4       | Édgar Hernández       | Porto Rico            | 10.70 |       |
| 5       | Adrián Pérez          | Espanha               | 10.81 |       |
| 6       | Matteo Mosconi        | San Marino            | 12.24 |       |
| 7       | Bukitaua Tiire Tebau  | Kiribati              | 12.43 |       |

### Semifinal
As semifinais se iniciaram no dia 21 de julho ás 19:00. 
Semifinal 1
Vento: +2.6m/s
| Posição | Atleta                | Nacionalidade         | Tempo | Notas               |
| ------- | --------------------- | --------------------- | ----- | ------------------- |
| 1       | Michael Granger       | Estados Unidos        | 10.51 | Q                   |
| 2       | Jason Rogers          | São Cristóvão e Neves | 10.56 | Q                   |
| 3       | Julien Watrin         | Bélgica               | 10.62 | q                   |
| 4       | Patrick Fakiye        | Austrália             | 10.71 | q                   |
| 5       | Takumi Kuki           | Japão                 | 10.71 |                     |
| 6       | Gideon Trotter        | África do Sul         | 10.76 |                     |
| 7       | Shermund Allsop       | Trinidad e Tobago     | 10.86 |                     |
| 8       | Caio Cézar dos Santos | Brasil                | DSQ   | Regra 162.7 da IAAF |

Semifinal 2
Vento: +2.2m/s
| Posição | Atleta              | Nacionalidade  | Tempo | Notas               |
| ------- | ------------------- | -------------- | ----- | ------------------- |
| 1       | Jimmy Vicaut        | França         | 10.38 | Q                   |
| 2       | Charles Silmon      | Estados Unidos | 10.48 | Q                   |
| 3       | Waide Jooste        | África do Sul  | 10.72 |                     |
| 4       | Deji Tobais         | Reino Unido    | 10.73 |                     |
| 5       | Dario Horvat        | Croácia        | 10.75 |                     |
| 6       | Ryo Onabuta         | Japão          | 10.77 |                     |
| 7       | Bernardo Brady      | Jamaica        | 10.78 |                     |
| 8       | Grzegorz Zimniewicz | Polónia        | DSQ   | Regra 162.7 da IAAF |

Semifinal 3
Vento: +0.9m/s
| Posição | Atleta          | Nacionalidade     | Tempo | Notas |
| ------- | --------------- | ----------------- | ----- | ----- |
| 1       | Aaron Brown     | Canadá            | 10.62 | Q     |
| 2       | Dexter Lee      | Jamaica           | 10.66 | Q     |
| 3       | Warren Fraser   | Bahamas           | 10.72 |       |
| 4       | Ayobami Oyebiyi | Nigéria           | 10.81 |       |
| 5       | Hassan Taftian  | Irão              | 10.89 |       |
| 6       | Delmas Obou     | Itália            | 10.89 |       |
| 7       | Sabian Cox      | Trinidad e Tobago | 11.00 |       |
| 8       | Kukyoung Kim    | Coreia do Sul     | 11.05 |       |

### Final
A prova final foi realizada no dia 21 de julho ás 21:45. 
Vento: -0.7m/s
| Posição           | Atleta          | Nacionalidade         | Tempo | Notas                |
| ----------------- | --------------- | --------------------- | ----- | -------------------- |
| Medalha de ouro   | Dexter Lee      | Jamaica               | 10.21 |                      |
| Medalha de prata  | Charles Silmon  | Estados Unidos        | 10.23 | Recorde pessoal      |
| Medalha de bronze | Jimmy Vicaut    | França                | 10.28 |                      |
| 4                 | Michael Granger | Estados Unidos        | 10.32 |                      |
| 5                 | Aaron Brown     | Canadá                | 10.48 | Recorde da temporada |
| 6                 | Jason Rogers    | São Cristóvão e Neves | 10.49 |                      |
| 7                 | Julien Watrin   | Bélgica               | 10.56 |                      |
| 8                 | Patrick Fakiye  | Austrália             | 10.62 |                      |

Legenda
| Recorde mundial       | Recorde mundial (World record)               |                       | Recorde africano                      | Recorde africano (African) |                                           | Q | Classificado por posição (Qualified) |
| Recorde do campeonato | Recorde do campeonato (Championship record)  | Recorde da América    | Recorde da América (Americas)         | q                          | Classificado por melhor tempo (Qualified) |   |                                      |
| Melhor marca do ano   | Melhor marca do ano (World leading)          | Recorde asiático      | Recorde asiático (Asian)              | DNS                        | Não largou (Did not start)                |   |                                      |
| Recorde nacional      | Recorde nacional (National record)           | Recorde europeu       | Recorde europeu (European)            | DNF                        | Não terminou (Did not finish)             |   |                                      |
| Recorde pessoal       | Recorde pessoal do atleta (Personal best)    | Recorde da Oceania    | Recorde da Oceania (Oceania)          | DSQ / DQ                   | Desclassificado (Disqualified)            |   |                                      |
| Recorde da temporada  | Recorde da temporada do atleta (Season best) | Recorde sul-americano | Recorde sul-americano (South America) | NM                         | Sem marca (No mark)                       |   |                                      |